# 白腹紫耳蜂鸟
，是雨燕目蜂鸟科的一种鸟类。
白腹紫耳蜂鸟体重约6.7克，翼长约67.9毫米，嘴峰长约24.1毫米，喙宽度约2.2毫米，喙厚度约2.2毫米，跗蹠长约4.3毫米，尾长约42.5毫米。白腹紫耳蜂鸟在其分布区内为留鸟，其栖息在开放的灌木丛中，食性为草食性，主要食物来源是植物的花蜜。
白腹紫耳蜂鸟分布于玻利维亚东部至巴拉圭、巴西南部和阿根廷北部的热带草原。该物种是单型物种，没有亚种分化。